# José Gómez Lucas
Pour les articles homonymes, voir José Gómez, Gómez et Lucas.
José Gómez Lucas, né le 9 janvier 1944 à Navalcarnero et mort le 14 juin 2014 dans la même localité, est un coureur cycliste professionnel espagnol.

## Palmarès

### Palmarès amateur
- 1964
  - Tour de Ségovie
- 1966
  - 2e étape du Tour de l'Avenir
  - 2e du Tour d'Aragon
  - 3e du Tour de l'Avenir
- 1967
  - 2e étape du Tour des Combrailles
  - 3e du Tour des Combrailles
  - 3e du Tour de l'Avenir
  - 9e du championnat du monde sur route amateurs
- 1968
  - 7e étape du Tour de la Vallée d'Aoste
  - Grand Prix de Belgique (contre-la-montre par équipes)

### Palmarès professionnel
| - 1969 - Champion d'Espagne de l'américaine (avec Daniel Yuste) - 2e du Trofeo Elola - 3e du GP Llodio - 1970 - Classement général du Tour d'Andalousie - 2ea étape du Tour du Levant (contre-la-montre par équipes) - 2e du Grand Prix du Midi libre - 1971 - Tour de Minorque : - Classement général - 1re étape - 3e du Tour de Majorque | - 1972 - Klasika Primavera - 1973 - 2e du Trofeo Masferrer - 1974 - 7e étape du Tour d'Aragon (contre-la-montre) - 1975 - 3e du Tour de Ségovie |  |

## Résultats sur les grands tours

### Tour de France
3 participations
- 1969 : 58e
- 1971 : abandon (10e étape)
- 1973 : abandon (5e étape)

### Tour d'Espagne
5 participations
- 1970 : 29e
- 1971 : 24e
- 1972 : non-partant (7e étape)
- 1973 : abandon (10e étape)
- 1975 : non-partant (10e étape)